# Буря внутри меня
Буря внутри меня (тур. Içimdeki Fırtına) — турецкий телесериал, транслировавшийся на канале Star TV. Премьера состоялась в 2017 году. Главные роли исполнили актёры Мерве Болугур, Юсуф Чим, Гизем Караджа и Бурак Ямантюрк. Всего вышло шесть эпизодов сериала.

## Сюжет
Сводные сёстры Дениз (Гизем Караджа) и Эзги (Мерве Болугур) оказываются влюблены в одного и того же парня, в начальника Эзги — Эмре (Юсуф Чим). Осознавая любовь парня к своей сестре, и с одобрения матери Эмре-Перихан(Хатидже Аслан), Эзги идёт на хитрость — во время деловой поездки, ей удаётся соблазнить начальника, напоив его, но следующее утро убеждает её в том, что Эмре никогда не может полюбить её так же сильно как Дениз, на которой тот собирается жениться. Из ревности, девушка рассказывает Дениз правду о ночи, проведённой с Эмре. В слезах, Дениз убегает от Эмре, он преследует её и незнакомая женщина, решив что он хочет ударить Дениз хочет защитить девушку, но напав на Эмре падает на асфальт, неожиданно теряет сознание. Испуганные произошедшим, Эмре и Эзги немедленно уезжают с места событий, оставив Дениз совершенно одну.
Дениз отправляется в больницу вместе с пострадавшей женщиной. В её телефоне она находит номер, и позвонивший в это время, мужчина по имени Фырат (Бурак Ямантюрк) немедленно приезжает. Оказывается, таинственная незнакомка является единственной внучкой богатого бизнесмена, которую его помощник Фырат искал все эти годы и на встречу с которым она собиралась; но поскольку женщина всё ещё не пришла в себя, надежды на её спасение очень малы, женщину зовут Элиф Дерани и она впадает в кому. Оставив свой телефон у Фырата, уставшая Дениз возвращается домой, где её ожидает неприятный разговор с мачехой, матерью Эзги, давно её ненавидящей.
На следующее утро между сёстрами происходит стычка. Стоящая у края обрыва Дениз просит Эзги просит оставить в покое её и Эмре, как вдруг падает в море, и сестра, к её ужасу, не спешит ей помочь. Дениз тонет, но не умирает благодаря Фырату, в последний момент спасшего её. Эти двое разрабатывают хитроумный план мести.
Прошло пять лет. Все уверены, что Дениз покончила жизнь самоубийством, в то время как настоящая виновница Эзги выходит замуж за Эмре. Неожиданно, в «Деран Холдинг», где работает супружеская пара, возвращается его настоящий владелец — господин Деран вместе со своей найденной внучкой Элиф, так поразительно похожей на умершую Дениз. Это обстоятельство вынуждает Эзги начать расследование таинственного прошлого Элиф Деран, но все её попытки что-то выяснить заводят девушку в тупик. В то же время, отношения между Эмре и Элиф постепенно развиваются, а Дениз, наконец, узнаёт правду своего рождения, что вызывает у неё ещё больше ненависти по отношению к своей бывшей семье. Также всплывают тяжбы жизни настоящей Элиф, которая была жертвой домашнего насилия. Сына Элиф все это время воспитывает Дениз, в то время как его родной отец и муж Элиф твёрдо намерен отыскать своих родных.
В конечном итоге, выясняется, что Эзги смертельно больна. Эмре ненадолго возвращается к супруге, однако его любовь к Элиф-Дениз крепнет с каждым новым днём. Эзги понимает, что она проиграла. Сестры снова встречаются, на этот раз ничего не утаивая друг от друга — Эзги не сожалеет обо всем плохом, что совершила в отношении сестры, и говорит, что если бы у неё была возможность повернуть время вспять, ради своей любви она все равно поступила бы так же; сёстры сходятся во мнении, что «с самого начала это все было одной большой ложью». Эзги беспокоится о том, что после её смерти, Дениз снова вернёт себе любимого, на что девушка отвечает, что Эмре умер для неё ещё пять лет назад, и все, чего она хотела — это мести.
Дениз воссоединяется со своим биологическим отцом и начинает отношения с Фыратом.

## В ролях
- Гизем Караджа — Дениз Кара/Элиф Деран
- Мерве Болугур — Эзги Кара Бадемли
- Юсуф Чим — Эмре Бадемли
- Бурак Ямантюрк — Фырат
- Тарык Пабучджуоглу — Нусрет Деран
- Левент Джан — Селим Кара
- Сервет Пандур — Нермин Кара
- Бурак Джан — Озан Кара
- Хатидже Аслан — Перихан Бадемли